# Viejos de Mierda
Viejos de Mierda es una obra de teatro chilena que fue protagonizada por Tomás Vidiella, Jaime Vadell y Coco Legrand, dirigida por Rodrigo Bastidas. Narra la historia de tres veteranos que reflexionan en torno a lo que significa la vejez. Se transformó rápidamente en uno de los éxitos teatrales más importantes de la historia en su país, llegándosele a comparar por sus cifras con obras como La pérgola de las flores y La negra Ester.

## Argumento
En una municipalidad cualquiera, tres hombres ya en su tercera edad llevan años esperando número para renovar su licencia de conducir. Los autodenominados Viejos de Mierda alegan contra la falta de respeto de una sociedad que cada vez más parece olvidarse de ellos. Revisan sus vidas, recuerdan sus momentos más nostálgicos y despotrican porque les queda poco tiempo y sienten que no han hecho nada imperecedero.
El espectáculo, que gira en torno a la vejez, toca temas como la modernidad, el abandono y lo que significa vivir en un mundo en el cual los veteranos ya no se sienten parte.

## Historia
La obra fue estrenada en septiembre de 2016, en el Teatro San Ginés. Coescrita por Jaime Vadell y Rodrigo Bastidas, fue el espectáculo teatral más visto de las temporadas 2017 y 2018, llegando a rondar los 500 000 espectadores a mediados del 2019 y recorriendo diversas regiones de Chile. En 2020, debido a la pandemia del Covid-19, la obra fue transmitida de manera virtual durante varios meses cosechando gran éxito.
En 2019 se estrenó una versión con elenco femenino, Viejas de mierda, protagonizado por Gloria Münchmeyer, Gabriela Hernández y Gloria Benavides.
Fue el último gran éxito teatral del reconocido actor teatral Tomás Vidiella antes de su fallecimiento.